# Observatori Astronòmic de Torí
L'Observatori Astronòmic de Torí o  'Osservatorio Astronomico di Torino'  o  'Observatori de Torí' , també conegut simplement com a Pino Torinese, és un observatori astronòmic de propietat i operat per l'Istituto Nazionale di Astrofisica (INAF, Institut Nacional d'Astrofísica). S'hi troba al cim d'un turó a la localitat de Pino Torinese, en Itàlia; va ser fundat en 1759 i el seu codi és 022.